# Петрич
Петрич (Петрић; буг. Петрич) град је у Републици Бугарској, у југозападном делу земље. Град је друго по величини и значају насеље у оквиру Благоевградске области.

## Географија
Град Петрич се налази у крајњем југозападном делу Бугарске, близу државне тромеђе са Грчком и Северном Македонијом. Грчка граница је на свега 8 km, док је северномакедонска на 20 km. Од престонице Софије Петрич је удаљен око 200 km јужно, а од најближег већег града и седишта области, Благоевграда, град је удаљен око 80 km.
Област Петрича налази се у средишњем делу реке Струма, у тзв. Петричкој котлини. Јужно од града издиже се планина Беласица. Надморска висина града је 180-260 m.
Клима у граду је измењено медитеранска због близине Егејског мора.

## Историја
Окружење Петрича је насељено још у време Трачана. У доба старог Рима на овом месту постоји тврђава. Касније тога овим простором владају Византија, средњовековна Бугарска, Српско царство, Османско царство. Године 1371. место је било посед српских великаша Дејановића.
Турци Османлије освајају Петрич 1395. године. Веома дуга владавина Турака донела је многе промене, па је град почетком 20. века имао релативну турску већину. Петрич је припојен новооснованој држави Бугарској тек 1912. г..
У месту "Петрићу" (код Сереза) је отворена српска народна школа 1868. године.

## Становништво
По проценама из 2007. године град Петрич имао је око 31.000 ст. Већина градског становништва су Бугари. Остатак су махом Роми. Последњих 20ак година град за разлику од већине места у земљи има раст становништва, углавном захваљујући досељавању, а омогућен развојем привреде и близине грчке границе.
Већинска вероисповест становништва је православна.

## Галерија
- Средишњи градски трг
- Панорама средишњег Петрича
- Богородичина црква, главна у граду
- Здање општине Петрич